# Châteauvillain
 Châteauvillain  es una población y comuna francesa, en la región de Champaña-Ardenas, departamento de Alto Marne, en el distrito de Chaumont. Es el chef-lieu del cantón de su nombre.

## Demografía
| 1598 | 1611 | 1596 | 1707 | 1760 | 1710 |
| Para los censos de 1962 a 1999 la población legal corresponde a la población sin duplicidades (Fuente: INSEE [Consultar]) |      |      |      |      |      |